# NGC 1000
NGC 1000 este o galaxie lenticulară situată în constelația Andromeda. A fost descoperită în 9 decembrie 1871 de către Édouard Stephan⁠(d). Se află la o distanță de 59,82 de megaparseci de Pământ.